# Stationäre Krankenzusatzversicherung
Die stationäre Krankenzusatzversicherung gehört zu den privaten Krankenzusatzversicherungen und erweitert den Versicherungsschutz gesetzlich krankenversicherter Personen (GKV). Dabei ist der Abschluss der stationären Krankenzusatzversicherung an Voraussetzungen gebunden:
- Abschließbar ist die Versicherung nur für gesetzlich pflichtversicherte oder gesetzlich freiwillig krankenversicherte Personen, wobei Bezieher freier Heilfürsorge dieser Personengruppe gleichgestellt werden und ebenfalls einen Versicherungsabschluss tätigen können.
- Der Gesundheitszustand der versicherten Person muss zum Zeitpunkt des Vertragsschlusses ausreichend gut sein.

## Versicherungsspezifische Besonderheit
In der Regel sind private Krankenzusatzversicherungen nicht für privat krankenversicherte Personen abschließbar. Die stationäre Krankenzusatzversicherung hingegen wird durch einige Krankenversicherungen auch als Ergänzungsprodukt für eine bestehende private Krankenvollversicherung angeboten, sofern diese Versicherung bei stationärer Heilbehandlung nur den Ersatz der Aufwendungen für die Allgemeinen Krankenhausleistungen vorsieht. Somit ist es möglich, den Versicherungsschutz im stationären Bereich deutlich zu verbessern, ohne den eigentlichen Haupttarif wechseln zu müssen. In der Regel ist diese Variante deutlich preiswerter.

## Rechtliche Voraussetzungen
Für die Nutzung der stationären Krankenzusatzversicherung sind keine besonderen rechtlichen Voraussetzungen einzuhalten. Das bei der ambulanten Restkostenversicherung erforderliche Kostenerstattungsprinzip wird nicht angewandt. Die stationären Kostenpositionen werden automatisch in Regelleistungen und Wahlleistungen aufgeteilt.  

## Der Grundgedanke der stationären Krankenzusatzversicherung

### Ist-Stand
Im Vergleich zum Privatpatienten unterliegt der Kassenpatient einer Reihe an Regularien und Einschränkungen, welche die Möglichkeiten der stationären Behandlung definieren (Regelleistungen). 
Dazu zählen beispielsweise:
- keine freie Krankenhauswahl. Die Behandlung findet i. d. R. im ortsnahen Krankenhaus statt.
- Behandlung durch den diensthabenden Arzt.
- keine Unterbringung im Ein- oder Zweibettzimmer.
- Abrechnung nach Kassen-Gebührenordnung (EBM) und nicht nach der privaten Gebührenordnung für Ärzte (GOÄ)

Speziell das deutlich verringerte Arzthonorar, das im Rahmen der EBM angesetzt wird, ist einer der entscheidenden Punkte für die umgangssprachliche „Zwei-Klassen-Medizin“.

### Verbesserungspotential
Kassenpatienten, die eine stationäre Krankenzusatzversicherung abschließen, werden fortan die privatärztlichen Wahlleistungen zuteil. Hierzu zählen die freie Krankenhauswahl sowie die Unterbringung im Ein- oder Zweibettzimmer.  
Wichtigstes Merkmal ist aber die Anhebung der Abrechnungsgrenzen beim Arzthonorar. Durch die stationäre Krankenzusatzversicherung wird eine Honorarabrechnung im Rahmen der Gebührenordnung Ärzte (GOÄ), ohne die Beschränkungen, die die Kassenabrechnung mit sich führen würde (Regelleistung), realisiert. Dadurch kann das volle ärztliche Honorar bis zu den Höchstsätzen der Gebührenordnung geltend gemacht sowie alle weiteren anerkannten und zur Verfügung stehenden Behandlungsmethoden angewandt werden. Dem Patienten selbst wird nunmehr eine vollständige, privatärztliche Behandlung zugänglich. Er genießt alle Vorteile eines „echten Privatpatienten“ und kann seine Behandlung vom Chefarzt, ausgewählten Fachärzten oder Spezialisten durchführen lassen. 
In besonderen, medizinisch notwendigen Fällen und nach Rücksprache mit dem privaten Versicherungsträger werden teilweise auch Arztkosten über den Höchstsätzen der Gebührenordnung Ärzte übernommen (Honorarvereinbarung). Näheres dazu regeln die jeweiligen Versicherungsbedingungen der einzelnen Versicherungsanbieter.  

## Tarifgestaltung & versicherte Leistungen & Ersatzleistungen
Der Umfang der versicherten Leistungen variiert je nach abgeschlossenem Versicherungstarif. Details regeln die gültigen Versicherungsbedingungen. Bei der Gestaltung der Tarife kommen unterschiedliche Kalkulationsverfahren zur Anwendung.

### Leistungsumfang einer stationären Krankenzusatzversicherung

#### Versicherte Leistungen (Standardtarif)
1. Freie Krankenhauswahl
2. Unterbringung im Zweibettzimmer
3. Abrechnung nach Gebührenordnung Ärzte (ggf. nur bis zum Regelhöchstsatz)

#### Versicherte Leistungen (Premiumtarif)
In den Premiumtarifen werden die Leistungen der Standardtarife wie folgt erweitert:
1. Unterbringung im Einbettzimmer
2. Abrechnung nach Gebührenordnung Ärzte bis zum Höchstsatz
3. Abrechnung von individuellen Honorarvereinbarungen

### Ersatzleistungen bei Nichtinanspruchnahme der versicherten Leistungen
Unter Umständen kann es vorkommen, dass die privatärztlichen Wahlleistungen seitens des Krankenhauses nicht gewährt werden können oder der Patient willentlich darauf verzichtet. In diesem Fall steht dem Versicherungsnehmer i. d. R. ein so genanntes Krankenhausersatztagegeld zu. Je nach Art der nicht beanspruchten Versicherungsleistung ist ein fester Tagessatz definiert. Diese Definition findet sich ebenfalls in den gültigen Versicherungsbedingungen wieder.

## Abrechnungsverfahren

### Weg der Rechnungen
Ergänzend zur elektronischen Gesundheitskarte erhalten Inhaber einer stationären Krankenzusatzversicherung eine weitere Krankenkarte (vom Träger der Krankenzusatzversicherung) ausgehändigt. Beide Versicherungskarten werden im Krankenhaus vorgezeigt bzw. eingelesen. 
Die Abrechnung der Leistungen erfolgt direkt zwischen Krankenhaus und gesetzlicher Krankenkasse (Regelleistung) und zwischen Krankenhaus und privatem Versicherungsträger (Wahlleistungen). Die Zahlungen wiederum werden ebenfalls direkt von den Leistungserbringern an das Krankenhaus getätigt. Eine Vorleistung seitens des Patienten ist nicht erforderlich.

## Beitragskalkulation
Die Beiträge zur stationäre Krankenzusatzversicherung werden entweder nach Art der Schadenversicherung oder nach Art der Lebensversicherung kalkuliert.

### Art der Schadenversicherung
Bei dieser Form wird der Beitrag nicht exakt am Eintrittsalter der versicherten Person bemessen. In der Regel werden Altersgruppen definiert (z. B. Eintrittsalter von 30 bis 45), für die ein bestimmter Beitragssatz festgelegt wird. Solange der Versicherungskunde sich innerhalb der Beitragsgruppe befindet, gilt für ihn der entsprechende Beitrag. Überschreitet die versicherte Person eine Altersgruppe, gilt für ihn automatisch der Beitrag der nächsthöheren Altersgruppe.

#### Vorteile
- Die Beiträge in den niedrigen Altersgruppen fallen sehr günstig aus.

#### Nachteile
- Diese Art der Kalkulation sieht feste Beitragssprünge vor.
- Es werden keine Alterungsrückstellungen gebildet.

### Art der Lebensversicherung
Die Kalkulationen nach Art der Lebensversicherung beziehen das exakte Eintrittsalter der versicherten Person mit ein und führen zu einem altersbedingten Beitrag. Dieser wird im Laufe der Jahre nicht automatisch angepasst, sondern verbleibt auf der kalkulierten Höhe. Gleichzeitig werden Alterungsrückstellungen angesammelt.

### Treuhänderverfahren
Unabhängig von der Art der Kalkulation können Beiträge auch aufgrund von gestiegenen Gesundheitskosten angepasst werden. Im Rahmen des so genannten Treuhänderverfahrens kann bzw. muss eine Versicherungsgesellschaft die Beiträge erhöhen, wenn die Ausgaben für Versicherungsleistungen die Beitragseinnahmen in gewissen Grenzen übersteigen.